# Митре Българмицев
Митре Българмицев е български учител, деец на българското възраждане в Македония.

## Биография
Митре Българмицев е роден в кумановското село Старо Нагоричане. Около 1810 година се преселва във велешката махала Бързорък и става учител и певец в църква. Преподава във Велес от 1810 година близо 22 години като частен, полуобщински учител, за кратко преподава в Скопие, а след това още 23 години като общински учител във Велес. В 1832 година, когато даскал Митре става първият общински учител във Велес, годишната му заплата възлиза на 1000 гроша. В последните години на преподаването си учи само момичета. Около 1855—1857 година се оттегля от училището. Той обучава стотици ученици от Велес и околните градове и села, много от които стават търговци, учители и свещеници. Негов възпитаник е изтъкнатия възрожденец Йордан Хаджиконстантинов Джинот.
Умира около 1865 година от старост.